# L'Alliance (Suède)
Pour les articles homonymes, voir L'Alliance.
L'Alliance (en suédois : Alliansen), anciennement L'Alliance pour la Suède (Allians för Sverige), est une coalition de centre droit en Suède. Formé le 31 août 2004, elle a remporté les élections générales du 17 septembre 2006. L'autre alliance en Suède est Rouges-verts (Rödgröna).

## Membres de l'Alliance
L'Alliance pour la Suède est composée de quatre partis de centre droit :
| Partis               | Dirigeants      | Idéologie             | Députés |
| -------------------- | --------------- | --------------------- | ------- |
| Modérés              | Ulf Kristersson | Libéral-conservatisme | 70      |
| Parti du centre      | Annie Lööf      | Social-libéralisme    | 31      |
| Chrétiens-démocrates | Ebba Busch Thor | Démocratie chrétienne | 22      |
| Les Libéraux         | Jan Björklund   | Social-libéralisme    | 20      |

## Histoire de l'Alliance

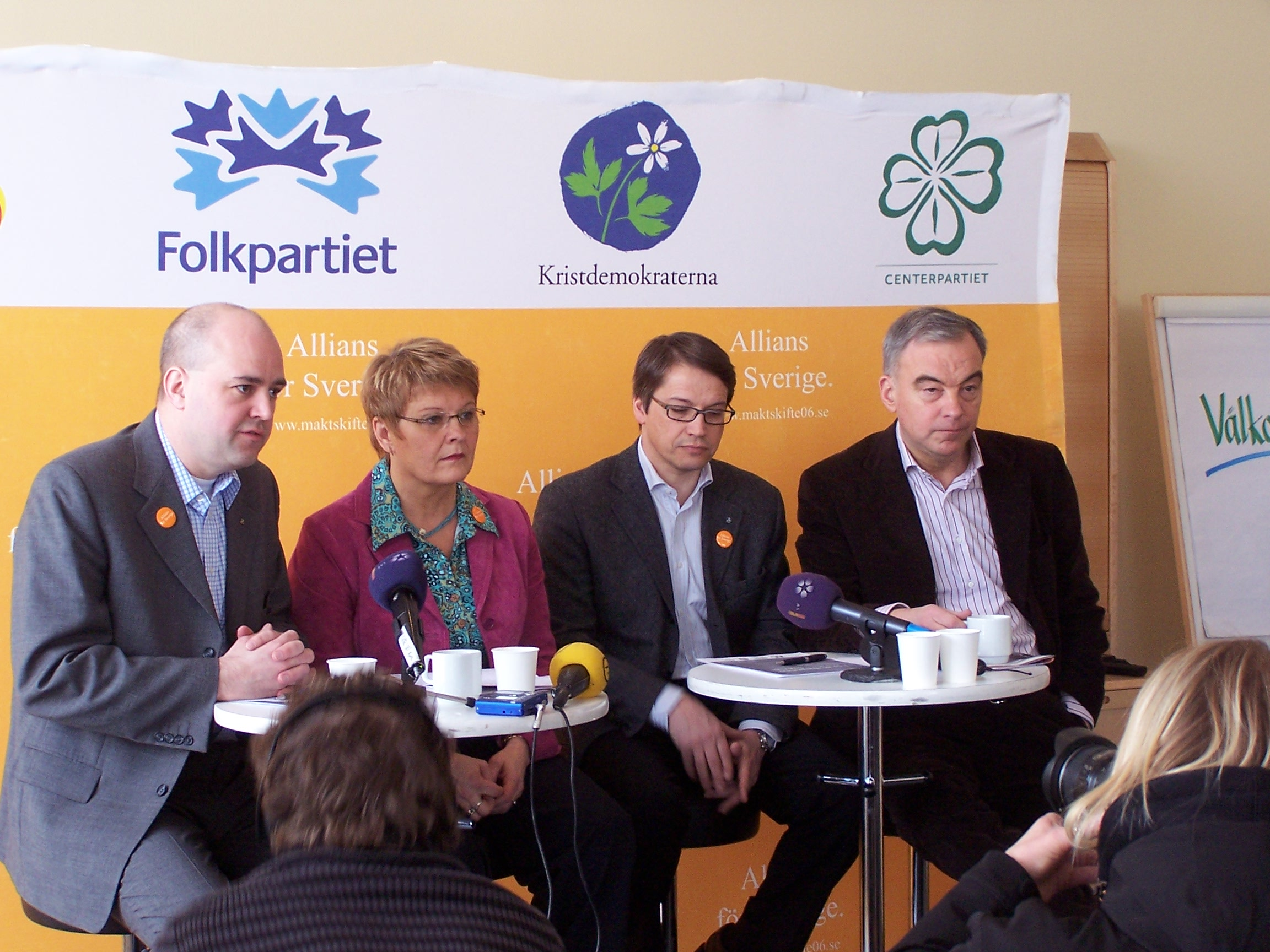
De gauche à droite : Fredrik Reinfeldt, Maud Olofsson, Göran Hägglund et Lars Leijonborg

La politique suédoise a été dominée par le Parti social-démocrate suédois des travailleurs pendant plus de 70 ans. Depuis 1936, ce parti a été continuellement au pouvoir sauf pendant 9 ans de 1976 à 1982 et de 1991 à  1994. Les partis de l'opposition ont estimé que la principale raison était qu'ils n'avaient pas assez de visibilité, qu'ils n'étaient pas capable de représenter une alternative claire et viable, susceptible de former un gouvernement. Ces différents partis ont donc décidé de s'unir pour former une alliance. Le 31 août 2004, à l'issue d'une rencontre qui a eu lieu dans le village d'Högfors au domicile de Maud Olofsson, présidente du Parti du centre, les dirigeants de quatre partis d'opposition ont présenté une déclaration commune en soulignant les principes desquels les quatre partis envisagèrent de faire campagne pour les élections. Un an plus tard, une réunion similaire s'est tenue à Bankeryd, au domicile de Göran Hägglund, chef des Chrétiens-démocrates. L'alliance fut confirmée et une autre déclaration rédigée.
La coalition, réunie autour d'un programme électoral commun a remporté les élections du 17 septembre 2006.

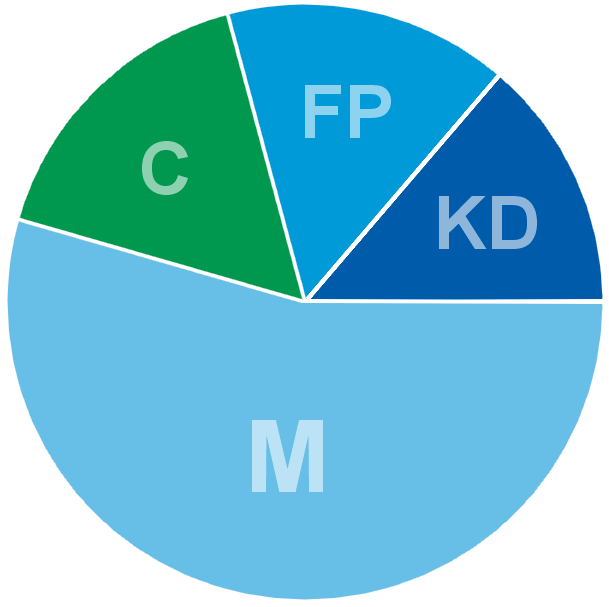
Rapport de forces au sein de l'Alliance pour la Suède